# Hazel Dell South
Hazel Dell South az Amerikai Egyesült Államok északnyugati részén, Washington állam Clark megyéjében elhelyezkedő önkormányzat nélküli és egykori statisztikai település, ma Hazel Dell népszámlálási lakóövezet része. A 2000. évi népszámláláskor 6605 lakosa volt.

## Népesség
A település népességének változása:

| 1990 | 5 796 |
| 2000 | 6 605 |